# Ден Вільямсон
Ден Вільямсон (англ. Dan Williamson, нар. 30 березня 2000) — новозеландський веслувальник, олімпійський чемпіон 2020 року.

## Виступи на Олімпіадах
| Олімпіада  | Дисципліна | Місце |
| ---------- | ---------- | ----- |
| Токіо 2020 | вісімки    | 1     |
| Париж 2024 | двійки     | 7     |

## Зовнішні посилання
- Ден Вільямсон [Архівовано 24 червня 2021 у Wayback Machine.] на сайті FISA.